# Childerico III
Childerico III (714-754/55) fue el último rey franco de la dinastía Merovingia. Fue ascendido al trono de Austrasia y Neustria por el mayordomo de palacio Pipino el Breve. En el 751, Pipino vio la oportunidad de hacerse con el trono franco y le destronó, enviándolo al monasterio de Saint Omer, donde permaneció hasta sus últimos días.
Pipino, siendo mayordomo de palacio y habiendo sido elegido por el pueblo franco como rey, al no tener potestad regia envía embajadores al papa Zacarias para pedir su consejo, pues era la única autoridad a la que podía recurrir. El Papa respondió valiéndose de la doctrina isidoriana del poder que decía que «es mejor llamar rey a aquél que tiene el poder», para asegurarlo en el trono. 
En 751 Childerico era destronado y tonsurado, deposit et detonsit, a las órdenes del sucesor de Zacarías, Esteban II, porque según Eginhardo, quia non erat utilis, "no era útil." Al relegar a Childerico a un monasterio se le alejaba por completo del poder.
La tonsura era considerada en aquella época como una forma de despojarse de la vanidad y "abrir" la cabeza para recibir la luz de Dios. En la dinastía merovingia tenía un sentido político, pues para ellos el cabello era signo de poder y realeza. 

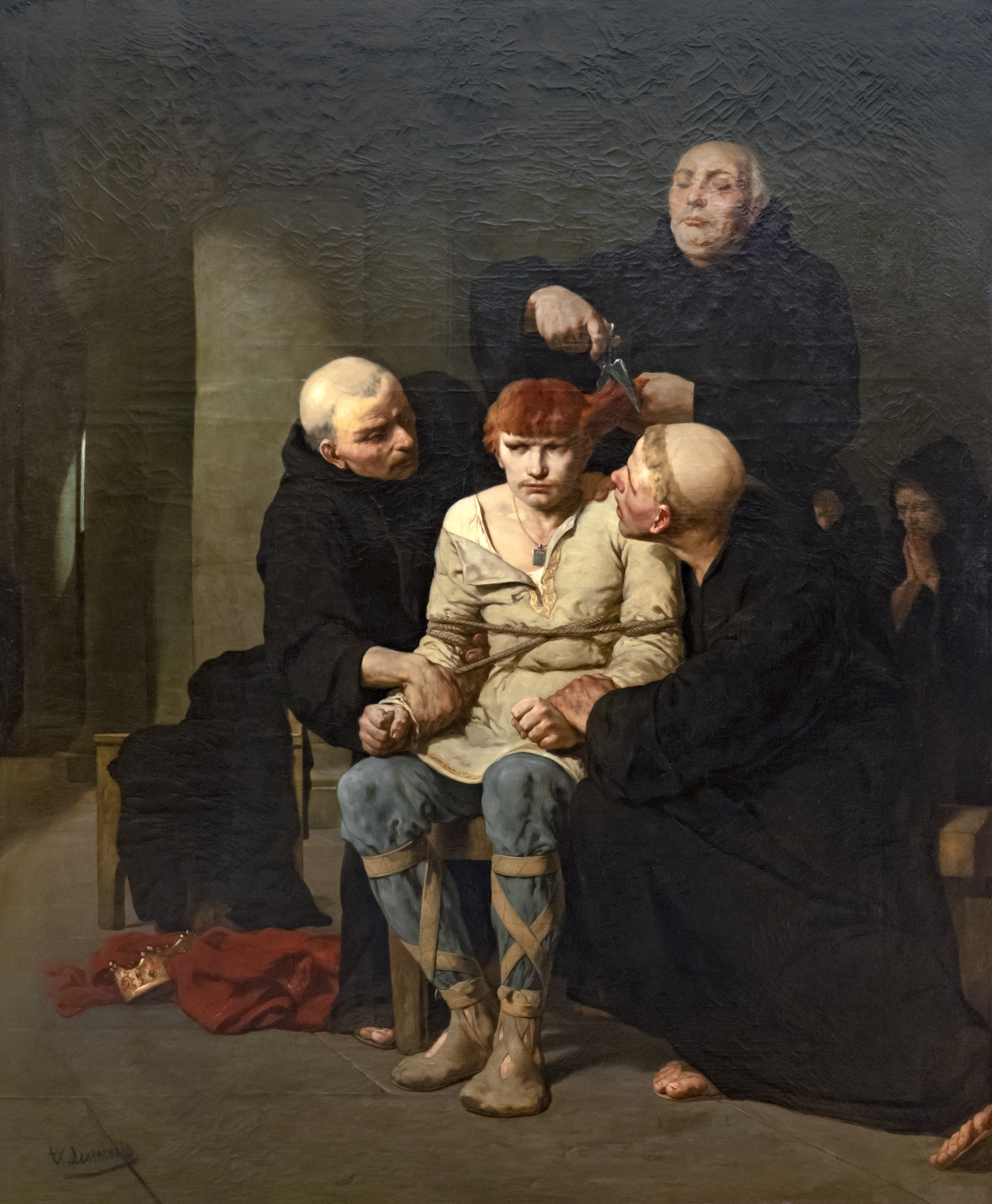
Le Dernier des Mérovingiens,
cuadro de Evariste-Vital Luminais;
Musée des Beaux-Arts de Carcassonne.